# Stara Mîhailivka, Zinkiv
Stara Mîhailivka (în ucraineană Стара Михайлівка) este un sat în comuna Proțenkî din raionul Zinkiv, regiunea Poltava, Ucraina.

## Demografie
Componența lingvistică a localității Stara Mîhailivka
     Ucraineană (100%)
Conform recensământului din 2001, toată populația localității Stara Mîhailivka era vorbitoare de ucraineană (100%).